# 遠崎史朗
遠崎 史朗（とおざき しろう、1943年 - ）は、山口県下関市出身の漫画原作者。別名・遠崎 史郎（とおざき しろう）、愛 英史（あい えいし）、杉 四郎（すぎ しろう）、ジョー 指月（ジョー しつき）、原田 大輝（はらだ だいき）。代表作は『アストロ球団』、『ゼロ THE MAN OF THE CREATION』など。

## 概要
代用教員を経て『週刊少年ジャンプ』のフリー編集者となった。集英社で臨時雇用者組合が結成された際に委員長を務めた。その顛末により社内での立場を失うが、その際に西村繁男に漫画原作者に転向する希望を伝え、受け入れられた。ジャンプ編集部は会社に遠崎の起用を黙っており、『アストロ球団』の人気が出てから笑い話として明かしたという

## 原作作品リスト
- 球速0.25秒!（1970年、杉四郎名義、画：眉月はるな）
- Vの口笛（1971年、画：ながやす巧）
- アストロ球団（1972年 - 1976年、画：中島徳博）
- 狼の聖書（1975年、画：薔薇鬼（河合一慶））
- 北斗の騎士（1976年 - 1977年、画：南一平）
- ファイター幻（1977年、画：黒咲一人）
- 白い狩人（1977年、画：小島正春）※単行本では小島一将名義
- ぶったかれ先公（1977年、遠崎史郎名義、画：手無功（河合一慶））
- 野球星（1978年、遠崎史郎名義、画：和田順一）
- スカイイーグル（1979年、画：川島よしかず）
- 青春最前線（1979年、画：はくしょ・みのる）
- 銭牝地獄（1981年、遠崎史郎名義、画：渡辺みちお）
- 海峡イレブン（1983年、画：前川K三）
- K（1988年、画：谷口ジロー）
- 流れ陶二郎けんか窯（1988年、画：ビッグ錠）
- 味覚一平（1990年、画：堀内元）
- ゼロ THE MAN OF THE CREATION（1991年 - 2011年、愛英史名義、画：里見桂）
- J THE OUTLAWYER（1996年 - 1998年、愛英史名義、画：里見桂）
- 緋が走る（1993年 - 1998年、ジョー指月名義、画：あおきてつお）
- 海峡ものがたり（1999年 - 2001年、ジョー指月名義、画：石川サブロウ）
- 美咲の器－それからの緋が走る－（1999年 - 2004年、ジョー指月名義、画：あおきてつお）
- 陶炎（2001年、原田大輝名義、画：はしもとみつお）
- SAKURA（愛英史名義、画：間瀬元朗）
- 陶魂〜とうこん〜（愛英史名義、画：近藤崇）
- しずかの山（2009年 - 2011年、愛英史名義、画：松本剛）
- アルプスの大将（ジョー指月名義、画：河合一慶）